# آنتونیو دی نیگریس
آنتونیو دی نیگریس (انگلیسی: Antonio de Nigris; ۱ آوریل ۱۹۷۸ – ۱۵ نوامبر ۲۰۰۹) بازیکن فوتبال اهل مکزیک بود که در پست مهاجم بازی می‌کرد.
وی همچنین در تیم ملی فوتبال مکزیک بازی کرده‌است.